# Sauzon
Sauzon (bret. Saozon) – miejscowość i gmina we Francji, w regionie Bretania, w departamencie Morbihan.
Według danych na rok 1990 gminę zamieszkiwało 701 osób, a gęstość zaludnienia wynosiła 32 osoby/km² (wśród 1269 gmin Bretanii Sauzon plasuje się na 721. miejscu pod względem liczby ludności, natomiast pod względem powierzchni na miejscu 452.).